# زراعة الأرض
إن عملية زراعة الأراضي (بالإنجليزية: Landfarming) هي عملية معالجة نفايات خارج الموقع تتم في منطقة التربة العليا أو في خلايا المعالجة الحيوية. التربة الملوثة ، الرواسب، أو الحمأة يتم نقلها إلى الموقع زراعة الأراضي ودمجها في سطح التربة وبشكل دوري تسليمه إلى تهوية الخليط. عادةً ما تستخدم زراعة الأراضي بطانة من الطين أو مركب لاعتراض ملوثات الترشيح ومنع تلوث المياه الجوفية، ومع ذلك، فإن البطانة ليست متطلبًا عالميًا.